# Nasreddine Dinet
Nasreddine Dinet (rojen kot Alphonse-Étienne Dinet 28. marca 1861 – 24. decembra 1929, Pariz) je bil francoski orientalistični slikar in eden od ustanoviteljev Société des Peintres Orientalistes [Društvo francoskih orientalističnih slikarjev]. Nad Severno Afriko in njeno kulturo je postal tako očaran, da se je spreobrnil v islam in obvladal arabščino. Poleg slik je prevajal arabsko literaturo v francoščino.

## Življenjepis
Alphonse-Étienne Dinet, rojen v Parizu, je bil sin uglednega francoskega sodnika Philippa Léona Dineta in Marie Odile Boucher. Leta 1865 se je rodila njegova sestra Jeanne, ki bo njegova biografinja.
Od leta 1871 je študiral na Lycée Henry IV, kjer je bil med dijaki tudi bodoči predsednik Alexandre Millerand. Po diplomi leta 1881 se je vpisal na École nationale supérieure des Beaux-Arts in vstopil v atelje Victorja Gallanda. Naslednje leto je študiral pri Williamu Bouguereauju in Tonyju Robert-Fleuryju na Académie Julian. Prvič je razstavljal tudi na Salon des artistes français.
Dinet je leta 1884 z ekipo entomologov opravil svoje prvo potovanje v Bou Saâda ob pogorju Ouled Naïl v severni Alžiriji. Naslednje leto je opravil drugo potovanje z vladno štipendijo, tokrat v Laghouat. Takrat je naslikal svoji prvi dve alžirski sliki: Terrasses de Laghouat in Oued M'Sila po neurju.
Dobil je srebrno medaljo za slikarstvo na razstavi Universelle leta 1889 in istega leta skupaj z Meissonierjem, Puvisom de Chavannesom, Rodinom, Carolusom-Duranom in Charlesom Cottetom ustanovil Société Nationale des Beaux-Arts. Leta 1887 je skupaj z Léonceom Bénéditem, direktorjem Musée du Luxembourg, ustanovil Société des Peintres Orientalistes Français.
Leta 1903 je kupil hišo v Bou Saâdi in tam preživel tri četrtine vsakega leta. Dinet je postal tako očaran nad Severno Afriko in njeno kulturo, da se je sčasoma spreobrnil v islam. Napovedal je svojo spreobrnitev v islam v zasebnem pismu leta 1908 in dokončal svojo formalno spreobrnitev leta 1913 v Zawiyet El Hamelu, nakar je spremenil svoje ime v Nasr'Eddine Dinet. Leta 1929 sta se z ženo odpravila na hadž v Meko. Julija 1896 je bil imenovan za kavalirja legije časti in je sodeloval na mednarodni razstavi ob stoletnici litografije (Pariz). Spoštovanje, ki si ga je prislužil pri domorodcih v Alžiriji, je odražalo 5000 ljudi, ki so se udeležili njegovega pogreba 12. januarja 1930 v Bou Saâdi. Tam ga je pohvalil nekdanji generalni guverner Alžirije Maurice Viollette.

## Delo
V primerjavi z modernističnimi slikarji, kot je Henri Matisse, ki je v prvem desetletju 20. stoletja obiskal tudi severno Afriko, so Dinetove slike izjemno konservativne. V svoji obravnavi teme so zelo mimetične, pravzaprav etnografske.
Dinetovo razumevanje arabske kulture in jezika ga je ločilo od drugih orientalističnih umetnikov, saj je kot arabsko govoreči obiskovalec lahko našel gole modele v podeželski Alžiriji, kjer je bilo »pravilo tančice« manj pogosto. Pred letom 1900 je bilo večino njegovih del mogoče označiti kot »anekdotične žanrske prizore«. Ko se je začel bolj zanimati za islam, je začel pogosteje slikati verske teme. Dejaven je bil pri prevajanju arabske književnosti v francoščino, pri čemer je leta 1898 izdal prevod arabske epske pesmi Antaraha ibn Šadada.

## Zapuščina
O njegovem življenju in delu je napisano več knjig, in sicer:
- Denise Brahimi in Koudir Benchikou, Življenje in delo Etienna Dineta, [zvezek 2 v seriji, Les Orientalistes], Pariz, izdaja ACR, 1984 (Dinetov katalog raisonné)
- J. M. Blades (ur.), The Art of Etienne Dinet, Zbirka Shafik Gabr, 2018